# 小行星1238
小行星1238（1238 Predappia）是一颗围绕太阳公转的小行星。1932年2月4日，路易吉·沃爾塔（Luigi Volta）在皮诺托里内塞发现了此天体。
該小行星以義大利的城鎮普雷達皮奧命名。
这颗小行星的绝对星等为92.22169等。